# Trove
Trove è un MMORPG sandbox sviluppato e pubblicato da Trion Worlds. Il gioco fu pubblicato per Windows il 9 luglio 2015, per macOS il 16 ottobre dello stesso anno, per PlayStation 4 e Xbox One il 13 dicembre 2016.

## Sviluppo
Trove fu annunciato il 13 novembre 2013 con la possibilità di giocare alla versione alpha del gioco. L'accesso alla closed beta fu reso possibile il 25 settembre 2014 e ci fu un "weekend gratis" in cui fu possibile per tutti accedere alla closed beta senza registrarsi il 24-26 ottobre 2014. La versione per console andò in open beta il 13 dicembre 2016. Trove è stato lanciato in closed beta in Cina il 27 marzo 2017.

## Modalità di gioco

Screenshot del gioco

I giocatori assumono il ruolo di una delle multiple classi presenti nel gioco, ognuna con stili di gioco e abilità differenti. Dopo un breve tutorial, i giocatori arrivano in una zona chiamata "Hub". In questa area i giocatori possono accedere a dei portali che fungono da punti di accesso per diversi mondi di gioco, ciascuno progettato per avere diversi livelli di difficoltà (Negli ultimi aggiornamenti sono stati rimpiazzati con un Atlas che svolge la stessa funzione). Ogni portale richiede un certo valore di "Power Rank" per potervi accedere, che aumenta con l'avanzare dei portali. Ogni mondo diventa progressivamente più difficile, ma premia livelli più alti di esperienza e migliori bottini o risorse. Ogni portale ha un colore specifico che è progettato per indicare la qualità del bottino che può essere localizzato più comunemente lì, anche se c'è una piccola possibilità che il bottino di una qualità più elevata possa essere trovato. L'eccezione è rappresentata dai portali rossi di livello più elevato che abbandonano prevalentemente il bottino di qualità leggendario (arancione), ma hanno una maggiore possibilità di lasciare bottino di qualità reliquia (rosso), splendente (arcobaleno), oscuro (viola scuro/nero). Cui sono anche le qualità radiante e stellare, ottenibili solo fabbricandole. 
La qualità del bottino progredisce da (in ordine crescente) non comune, raro, epico, leggendario, reliquia, splendente, ombra (da 1 a 5) e stellare.
In Trove solo tre slot per oggetti possono essere sbloccati sconfiggendo PNG ostili, a differenza di altri giochi RPG. Gli oggetti che possono essere ottenuti in questo modo sono i cappelli, le maschere e le armi.
I giocatori possono ottenere altri oggetti equipaggiabili costruendoli, comprandoli nal negozio in-game o scambiandoli con altri PNG. Questi oggetti includono anelli, diversi costumi per il personaggio (che si sbloccano salendo di livello), tomi, alleati (animali permanenti che potenziano le statistiche del personaggio) ali, cavalcature, barche, vele, fiasche (che se consumate ripristinano la salute del personaggio), canne da pesca ed emblemi, che aggiungono o alterano i benefici dati dalle fiasche.
Una caratteristica di Trove è La Collezione. Con l'eccezione di anelli, cappelli, armi e maschere, ognuno degli altri oggetti di bottino non rilasciati, una volta attivato, viene aggiunto alla libreria personale di oggetti sbloccati. Qualsiasi personaggio di quell'account può quindi accedere alla propria copia di quell'oggetto dalla raccolta e può selezionarlo dallo slot corrispondente nella schermata dell'attrezzatura personaggio. 
Anelli, maschere, cappelli e armi non vengono aggiunti alla libreria e quindi il giocatore otterrà solo un'istanza dell'oggetto, a meno che non ne vengano trovati o realizzati altri. Se un giocatore desidera trasferire l'oggetto tra i personaggi, deve prima rimuovere l'equipaggiamento e cambiare i personaggi per equipaggiarlo al personaggio appena selezionato.

## Personalizzazione del personaggio
Qualsiasi arma, cappello o maschera posizionata nella stazione di assemblaggio nota come collettore di bottino, verrà distrutta, ma lo stile di quell'oggetto verrà aggiunto alla libreria del giocatore permettendo di usare quell'oggetto come forma di vanità, al posto dell'oggetto attualmente equipaggiato. Il nuovo oggetto influisce solo sull'aspetto del personaggio e fornisce solo un'alterazione visiva di esso.
I giocatori possono anche alterare il volto, la pelle e la capigliatura del personaggio tramite il Barbershop (barbiere) senza limiti, penalità o costi.

## Classi
Ci sono numerosi classi in Trove: attualmente, sono:
- Dino Tamer
- Chloromancer
- The Revenant
- Lunar Lancer
- Tomb Raiser
- Boomeranger
- Pirate Captain
- Shadow Hunter
- Ice Sage
- Candy Barbarian
- The Vanguardian
- Neon Ninja
- Dracolyte
- Fae Trickster
- Gunslinger
- Knight

Ogni classe ha le proprie forze e debolezze, rendendo le modalità di gioco più varie.
La maggior parte delle classi sono state progettate per somigliare ad un bioma particolare, fatta eccezione per le classi 'roamer', che, secondo la lore del gioco, non appartengono a nessun bioma.